# Chloorthiamide
Chloorthiamide is een organische verbinding met als brutoformule C7H5Cl2NS. De stof komt voor als een witte vaste stof, die zeer slecht oplosbaar is in water. Chloorthiamide wordt gebruikt als herbicide.

## Toxicologie en veiligheid
De stof ontleedt bij verhitting of bij verbranding, met vorming van giftige en corrosieve dampen, waaronder zoutzuur, stikstofoxiden en zwaveloxiden. Chloorthiamide reageert met basen, met vorming van 2,6-dichloorbenzonitril.